# سفيري هاسل
سفيري هاسل (بالنرويجية البوكمول: Sverre Hassel)‏ هو مستكشف نرويجي، ولد في 30 يوليو 1876 في كريستيانية ‏ في النرويج، وتوفي في 6 يونيو 1928 في أوسلو في النرويج.